# Ентрін-Бахо
Ентрін-Бахо (ісп. Entrín Bajo) — муніципалітет в Іспанії, у складі автономної спільноти Естремадура, у провінції Бадахос. Населення — 608 осіб (2010).
Муніципалітет розташований на відстані близько 320 км на південний захід від Мадрида, 28 км на південний схід від Бадахоса.
На території муніципалітету розташовані такі населені пункти: (дані про населення за 2010 рік)
- Ентрін-Альто: 24 особи
- Ентрін-Бахо: 584 особи

## Демографія
Динаміка населення (INE ):